# Condado de Missoula
El condado de Missoula es un condado situado al oeste del estado de Montana (Estados Unidos). Según el censo oficial del año 2000 el condado contaba con una población de 95.802 y una densidad de población de 14 habitantes por km². Su sede de condado es Missoula, que es la segunda ciudad más grande del estado de Montana.

## Geografía

### Condados adyacentes
- Condado de Mineral (Montana) - oeste
- Condado de Sanders (Montana) - noroeste
- Condado de Lake (Montana) - norte
- Condado de Flathead (Montana) - noreste
- Condado de Powell (Montana) - este
- Condado de Granite (Montana) - sureste
- Condado de Ravalli (Montana) - sur
- Condado de Idaho (Idaho) - suroeste
- Condado de Clearwater (Idaho) - suroeste

## Comunidades

### Ciudades
- Missoula

### Lugares de censo designados
- Bonner-West Riverside
- Clinton
- East Missoula
- Evaro
- Frenchtown
- Lolo
- Orchard Homes
- Seeley Lake
- Wye

### Otras comunidades
- Condon